# Huasta (distrito)
Huasta é um distrito peruano localizado na Província de Bolognesi, departamento Ancash. Sua capital é a cidade de Huasta.

## Transporte
O distrito de Huasta não é servido pelo sistema de estradas terrestres do Peru.